# ایکاروگا، نارا
ایکاروگا، نارا (به لاتین: Ikaruga, Nara) یک منطقهٔ مسکونی در ژاپن است که در استان نارا واقع شده‌است. ایکاروگا  ۲۷٬۳۴۱ نفر جمعیت دارد.